# Scala Mercalli (programma televisivo)
Scala Mercalli è stata una trasmissione televisiva condotta da Luca Mercalli, in onda su Rai 3 dal 2015 al 2016.

## Il programma
Il programma andava in onda su Rai 3 il sabato in prima serata. Gli argomenti trattati erano solitamente legati a tematiche di scienza (in particolare climatologia e meteorologia), sostenibilità ambientale, nuove tecnologie e società.
Le puntate utilizzavano come studio televisivo la sede FAO di Roma.
Nell'agosto 2016 il programma venne chiuso su decisione dalla direttrice di rete Daria Bignardi; Luca Mercalli ha dichiarato che all'origine della chiusura del programma ci sarebbe stato il fatto che questo trattasse argomenti sgraditi al governo, come lo spazio attribuito, nella puntata che aveva trattato l'argomento TAV (il progetto Treno ad Alta Velocità Torino-Lione), ai contestatori dell'opera. Né derivarono numerose proteste da parte del mondo ambientalista e, successivamente, una petizione su Change.org per il rinnovo del programma.